# 17217 Pollner
A 17217 Pollner (ideiglenes jelöléssel (17217) 2000 AR243) a Naprendszer kisbolygóövében található aszteroida. A LINEAR projekt keretében fedezték fel 2000. január 7-én.